# Micromesomma
Micromesomma là một chi nhện trong họ Migidae.